# Brema-Verden
Brema-Verden, o formalmente Ducato di Brema e Principato di Verden (in tedesco: Herzogtum Bremen und Fürstentum Verden) furono due territori del Sacro Romano Impero. Dalla loro costituzione originale, essi erano parte rispettivamente del principato arcivescovile di Brema e del principato vescovile di Verden. Nel 1648 vennero secolarizzati e trasformati in monarchie ereditarie per costituzione.
Gli stati venivano governati assieme in unione personale e, colloquialmente, venivano anche indicati come Ducati di Bremen e Verden. In un primo momento ne venne infeudata la dinastia reale svedese, per poi passare a quella inglese. Con la fine del Sacro Romano Impero nel 1806, Brema-Verden si dissolse e venne incorporato nel vicino stato di Hannover nel 1823.

## Territorio ed insegne
Il territorio appartenente al Ducato di Brema ed al Principato di Verden copriva un'area triangolare tra le foci dei fiumi Elba e Weser sino al Mare del Nord, negli attuali stati federali di Amburgo e Brema, includendo l'attuale Bassa Sassonia ed i distretti di Cuxhaven, Osterholz, Rotenburg, Stade e Verden oltre ovviamente a Brema con l'exclave della città di Bremerhaven. La città di Cuxhaven (exclave di Amburgo) non era parte del ducato di Brema-Verden, mentre Stade ne era la capitale formale.
Lo stemma di Brema-Verden combinava gli stemmi della diocesi di Verden (una croce nera su sfondo argentato), e quello dell'arcidiocesi di Brema (due chiavi dorate incrociate su sfondo rosso), con le chiavi simbolo di San Pietro, patrono della sede episcopale di Brema. Il tutto era attraversato diagonalmente da una chiave come simbolo della città.

## Storia

### L'occupazione svedese di Brema e Verden nel 1631 e nel 1632

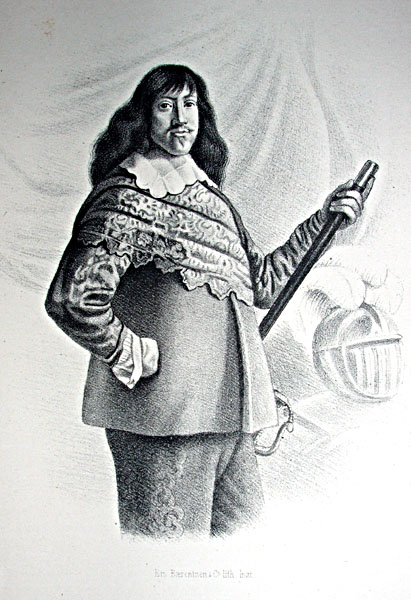
Federico, Principe ereditario di Danimarca (poi divenuto sovrano col nome di Federico III), fu amministratore della diocesi di Verden pur senza l'autorizzazione pontificia

All'inizio della Guerra dei trent'anni la prevalenza luterana dell'Arcidiocesi di Brema mantenne la propria neutralità nello scontro come molti territori dell'area che erano omogeneamente protestanti, dal momento che ricadevano formalmente sotto un circolo fiscale e militare del Sacro Romano Impero. Anche il vicino vescovato di Verden cercò di mantenersi neutrale, ma essendo parte del circolo del Basso Reno-Vestfalia dovette confrontarsi con calvinisti, cattolici e luterani, sfociando in un contrasto bellico.
Nel 1623 il capitolo di Verden, composto essenzialmente da luterani, elesse il Principe Federico di Danimarca come amministratore del vescovato. Dal momento che egli era luterano, la Santa Sede di Roma gli negò il titolo di vescovo.
Federico II era il figlio di Cristiano IV di Danimarca, che, in quanto sovrano del Ducato di Holstein, era vassallo dell'Imperatore. Tuttavia, nel 1626 Cristiano aderì alla coalizione bellica anti-imperiale promossa del governo delle Province Unite e dall'Inghilterra di Giacomo I d'Inghilterra, mettendosi alla testa di un esercito protestante in Bassa Sassonia. Il 27 agosto 1626 i danesi vennero però duramente sconfitti nella Battaglia di Lutter dalle truppe della Lega Cattolica al comando di Johann Tserclaes, Conte di Tilly, e Cristiano IV fu costretto a ripiegare nell'arcivescovato di Brema, prendendo sede nel quartier generale di Stade assieme alle truppe sopravvissute del suo esercito. L'amministratore dell'arcivescovato, il duca Giovanni Federico di Schleswig-Holstein-Gottorp, abbandonò la reggenza del capitolo e fuggì nel Principato episcopale di Lubecca.
Nel 1626 Tilly e le truppe della lega cattolica occuparono il Vescovato di Verden, a prevalenza luterana, il che causò la fuga del clero protestante dalla città. Egli chiese quindi il permesso al capitolo di Brema di poter entrare in città, permesso che venne concesso ai cattolici in quanto quel capitolo si diceva fedele all'Imperatore ed alla sua causa.
Nel frattempo Cristiano IV ordinò agli alleati olandesi, inglesi e francesi di inviare delle truppe in supporto della conquista delle terre dell'Arcivescovato di Brema, dal momento che le sue casse erano state pesantemente provate dalla guerra.
Nel 1627 il Re danese lasciò l'arcivescovato di Brema di modo da combattere Wallenstein che si apprestava ad invadere il Ducato di Holstein. Tilly colse l'occasione per invadere Brema e prese la parte a sud della città, prendendo l'anno successivo anche la città di Stade con la rimanente guardia di 3.500 soldati danesi ed inglesi. Il 5 maggio 1628 Tilly ottenne il salvacondotto da Inghilterra e Danimarca e l'intero arcivescovato di Brema si poteva quindi dire pienamente nelle sue mani. Tilly tornò alla città di Brema, che gli pagò una somma di 10.000 talleri imperiali di modo da evitare l'assedio, il che però evitò alla città di essere occupata.
La popolazione, in entrambi i vescovati, si trovò di colpo a dover ritornare al cattolicesimo, data la pesante opera di controriforma promossa dai cattolici imperiali, il che portò anche all'espulsione di molti pastori luterani ed alla chiusura di molte chiese di religione non cattolica. Nel luglio del 1630 Tilly e gran parte degli occupanti cattolici dovettero fronteggiare le truppe svedesi dal momento che il 26 giugno Gustavo II Adolfo di Svezia era sbarcato con 15.000 soldati a Peenemünde, aprendo un nuovo fronte alla Guerra dei trent'anni. Vinto dalla diplomazia francese, egli aderì alla nuova coalizione anti-imperiale e si unì alla causa dei Paesi Bassi.
Nel febbraio del 1631 Giovanni Federico, amministratore dell'arcivescovato luterano in esilio, conferì con Gustavo II Adolfo di Svezia e con altri principi della Bassa Sassonia a Lipsia: il tema dell'incontro era il crescente potere degli Asburgo sulle aree di fede luterana. L'intento di Giovanni Federico era anche quello di ottenere nuovamente il controllo del principato arcivescovile di Brema e per questo tra il giugno ed il luglio del 1631 si alleò ufficialmente con la Svezia, pur dovendone accettare la supremazia.
Nell'ottobre l'armata reclutata da Giovanni Federico, iniziò la riconquista del principato vescovile di Brema e, supportata dalle truppe svedesi, catturò anche il vicino Vescovato di Verden, detronizzando di fatto il vescovo cattolico Franz Wilhelm von Wartenberg, (regnante dal 1630-1632) e causando la fuga del clero cattolico dal territorio. Il principato episcopale divenne quindi soggetto all'amministrazione svedese.
La riconquista del principato arcivescovile di Brema, aiutata dalle forze di Svezia e della città di Brema, venne completata il 10 maggio 1632. Giovanni Federico tornò nuovamente sul suo trono di amministratore, anche se la città di Brema continuò a risentire della presenza militarizzata delle truppe straniere che costavano anche ingenti somme all'amministrazione locale che doveva provvederne all'alimentazione. Le relazioni tra gli organi di governo ed l'amministratore, però, non furono semplici e i cittadini preferirono di gran lunga negoziare con gli occupanti svedesi.
Dopo la morte di Giovanni Federico nel 1634 il capitolo chiese al Principe Federico di Danimarca di prendere questo incarico in virtù dell'Editto di Restituzione, ma gli occupanti svedesi faticarono a cedere, anche se alla fine accettarono la successione di Federico, il quale salì ai troni di Brema e Verden uniti, anche se doveva comunque rendere omaggio alla Regina Cristina di Svezia, la quale era la titolare formale e secolare del possesso di quei territori.
Nel 1635/1636, d'accordo con la Svezia, Federico di Danimarca optò per la neutralità dello stato, il che non impedì ad ogni modo che il territorio tornasse a tutti gli effetti nelle mani dello stato svedese in quanto Cristiano IV di Danimarca ingaggiò una guerra contro la Svezia e, dopo averla persa, con la firma del Trattato di Brömsebro del 13 agosto 1645, un gran numero di territori danesi, inclusi i due principati episcopali occupati, vennero ceduti in mano svedese. Federico di Danimarca dovette perciò rinunciare all'amministrazione di entrambi i vescovati e, successivamente, ascese al trono danese col nome di Federico III nel 1648.
Dopo i negoziati della Pace di Vestfalia, la città di Brema passò ufficialmente sotto il controllo svedese.

### La trasformazione di Brema e Verden nello stato di Brema-Verden nel 1648

La Regina Cristina di Svezia fu la prima monarca svedese ad essere infeudata dei Ducati di Brema e Verden.

Le entità politiche di Brema e Verden vennero trasformate dalla pace di Vestfalia (1648) in Ducato di Brema e Principato di Verden, senza alcun cambiamento nello status di immediatezza imperiale che essi avevano, in quanto entrambi gli stati erano rappresentanti da un seggio al Reichstag del Sacro Romano Impero.
I due territori, geograficamente vicini, poterono quindi essere uniti in unione reale, anche se questo difatti non accadde mai dal momento che questa invasione non venne mai accettata dall'Imperatore. Essi erano parte inoltre di due differenti circoli imperiali, Brema alla Bassa Sassonia, Verden al circolo di Vestfalia, il che li divideva anche sotto l'aspetto fiscale.
Ferdinando III d'Asburgo venne però costretto ad accettare la nuova natura dei fatti e dapprima infeudò degli stati la Regina regnante Cristina di Svezia, estendendo il diritto di successione anche ai suoi eredi. Questa concessione provvide alla Svezia un grande vantaggio strategico, dal momento che tali territori avrebbero avuto una rilevanza di peso nel reclutare nuove truppe per l'esercito e sarebbero serviti da valido ponte di attracco per le truppe svedesi che avrebbero così avuto un valido punto d'appoggio per conflitti che avrebbero interessato l'Europa continentale.

### Brema-Verden in unione personale con la Svezia (1648-1712) e sotto l'occupazione danese (1712-15)
Gli svedesi installarono una nuova autorità sui territori occupati, il Governo Generale di Brema-Verden, e scelsero Stade come la città nuova sede del governo, con Bremervörde quale capitale formale. Nel 1648, vennero cambiati gli statuti delle due città che vennero trasformate da due entità monarchiche separate ad un'unica monarchia doppia sottoposta alla sovranità della Svezia, che mantenne ad ogni modo la tradizione ecclesiastica dei due stati.
For her new fief, the Duchy of Bremen, the Queen regnant Christina of Sweden (ruled 1644-1654), from 1648 on simultaneously Duchess of Bremen and Princess of Verden, was strictly after annexing the Free Imperial City of Bremen for it would be an important taxpayer. Earlier the city of Bremen had de facto participated in the Diets of the Prince-Archbishopric of Bremen. The latter's successor state, the Swedish Duchy of Bremen, tried to regain the city, arguing the Treaty of Westphalia named the city of Bremen as part of the to be established Duchy.
Cristina di Svezia pose la propria residenza formale nel Ducato al monastero di Zeven. Ella abolì durante il suo governo sui territori la cosiddetta caccia alle streghe. Nel 1650 il Principe Ereditario Carlo Gustavo di Zweibrücken-Kleeburg, venne riconosciuto erede al trono svedese e simultaneamente anche dei ducati di Brema e Verden, recandosi a Stade come interlocutore per conto della corona.

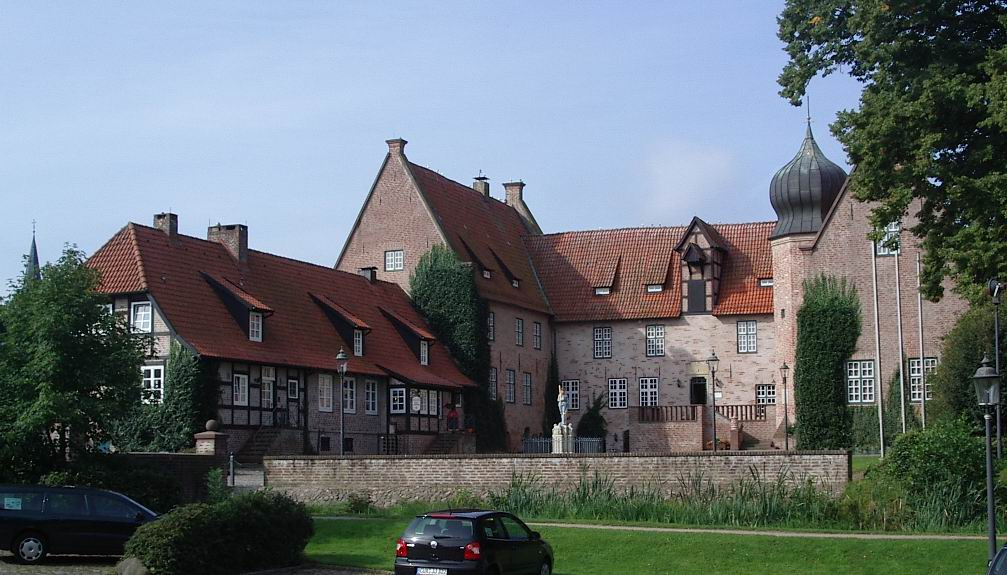
Il castello di Bederkesa, sino al 1654 fortezza della città di Brema e degli svedesi.

Il Brema-Verden tentò di sconfiggere la Libera Città Imperiale di Brema ingaggiando una guerra. Nel 1381 la città di Brema aveva difatti acquisito l'area attorno a Bederkesa ed il basso Weser presso Lehe. All'inizio del 1653 le truppe del Brema-Verden presero Lehe con la violenza, il che scatenò l'opposizione dell'entità cittadina. Nel febbraio del 1654 la città di Brema venne salvata e Ferdinando III continuò a garantirle il diritto di votare alla dieta imperiale.
Ferdinando III dispose inoltre che la sua vassalla, Cristina di Svezia, compensasse la città di Brema per i danni causati e le impose di restituire Lehe. Quando nel marzo del 1654 la città iniziò a reclutare soldati nell'area di Bederkesa, di modo da prepararsi per altri atti da parte degli svedesi del Brema-Verden, l'ultimo governatore generale svedese Hans Christoff von Königsmarck intraprese la Prima Guerra di Brema (marzo-luglio 1654), asserendo di agire in autodifesa. La città imperiale di Brema aveva nel frattempo richiesto l'aiuto di Ferdinando III il quale, nel luglio del 1654, ordinò al suo vassallo il Duca Carlo X Gustavo di Svezia, di succedere a Cristina dopo la sua abdicazione per porre fine al conflitto.
La Svezia e Brema-Verden protestarono poco dopo, quando nel dicembre del 1660 il consiglio della città di Brema rese omaggio come "Città Imperiale di Brema" all'Imperatore Leopoldo I d'Asburgo. Nel 1663 la città ottenne seggio e diritto di voto alla Dieta Imperiale, malgrado questi rappresentanti non fossero stati scelti dal governo svedese. Nel marzo del 1664 il Parlamento svedese emerse in favore di una guerra contro la città di Brema.
L'assedio della città da parte degli svedesi sotto il comando di Carl Gustaf Wrangel raggiunse il Brendeburgo, il Brunswick, il Lunenburg-Celle, la Danimarca, l'Austria ed i Paesi Bassi, ponendoli sulla scena bellica. La Svezia risultò vittoriosa nel conflitto e dovette siglare il 15 novembre 1666 il Trattato di Habenhausen, obbligando le proprie truppe a distruggere le costruzioni della fortezza di Brema ed impedendo alla città di mandare propri rappresentanti alla Dieta Imperiale.

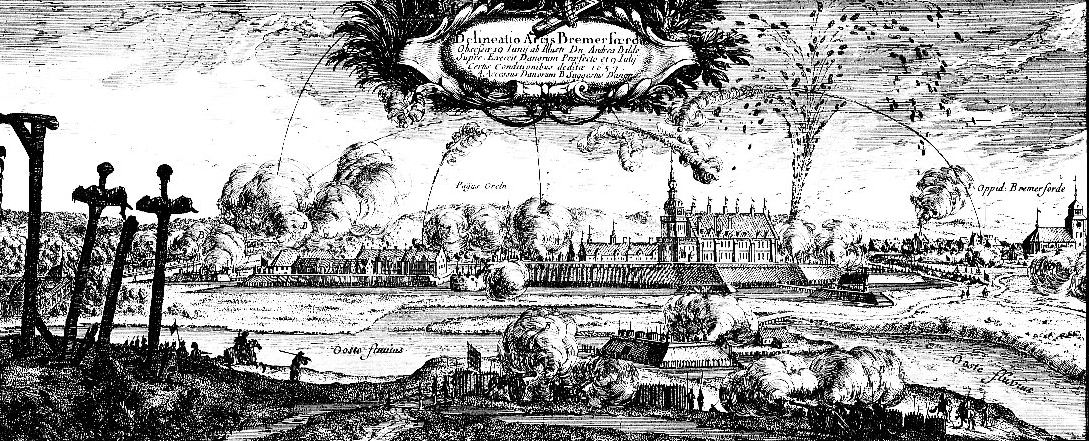
Bremervörde sotto l'attacco danese del 1657.

A seguito del Trattato di Roskilde del 1656, la Danimarca perse la regione della Scania e Blekinge in favore della Svezia, ed un tentativo di riconquista fallì tra il 1657 ed il 1658. Ma il tentativo da parte dei danesi di riprendere possesso di quei territori si rinvigorì nel 1667: in quell'anno, infatti, la locale branca della Casa di Oldenburg che era reggente sulla Contea di Oldenburg, adiacente allo stato di Brema-Verden, si estinse con la morte dell'ultimo erede Antonio Günther di Oldenburg, e Cristiano Alberto di Holstein-Gottorp ne ereditò la contea, ma la cedette al suocero Federico III di Danimarca.
In tal modo i danesi erano in possesso del territorio attorno Brema-Verden e circondavano l'area con mire espansionistiche, facendo sì che entrambe le potenze entrassero in una pericolosa competizione per la lucrosa opportunità di disporre del commercio navale nell'area.
Dopo un soggiorno ad Amburgo (1666-1668) con gli amministratori degli stati svedesi, Diego Teixeira Sampayo e suo figlio Manuel, nel 1668 Cristina di Svezia (dopo la sua conversione al cattolicesimo nel 1655 col nome di Cristina Alessandra), fece tappa a Stade nella sua via verso Roma.
La crescita della centralizzazione del potere svedese e dell'assolutismo di quella monarchia trovò proprio riscontro nella questione di Brema-Verden, soprattutto perché anche in quel ducato veniva utilizzato ad esempio lo svedese per i documenti ufficiali ed il ministero delle finanze del ducato era sito a Stoccolma.
Dal 1675 al 1676 Brema-Verden venne occupata dalle truppe danesi e brandeburghesi alleate. Sotto l'influenza francese gli occupanti rinunciarono al Trattato di Saint-Germain-en-Laye ed alla Pace di Nimega. Secondo disposizioni dell'ultimo vescovo Ferdinand II von Fürstenberg, il Vescovato di Münster avrebbe dovuto garantire il pagamento di una somma di 100.000 talleri imperiali se la Svezia avesse voluto ottenere l'exclave di Wildeshausen e le aree adiacenti al principato vescovile.
Nel 1712, con lo scoppio della Grande guerra del Nord (1700-1721) contro la Svezia e la sua supremazia nel Baltico, la Danimarca occupò nuovamente lo stato di Brema-Verden.

### Brema-Verden in unione personale con Gran Bretagna ed Hannover (1715-1803)
Nel 1715 Federico IV di Danimarca, che continuava a combattere la seconda Grande Guerra del Nord, ottenne da Giorgio I, Re di Gran Bretagna e Principe Elettore di Hannover, una conferma di alleanza nella coalizione anti-svedese. Giorgio I chiese in cambio la vendita all'Inghilterra del Ducato di Brema-Verden. Egli prese, quindi, di fatto la sovranità dello stato e stipulò tale causa nel Trattato di Stoccolma (1719), firmando anche una pace con la Svezia che gli costò 1 milione di talleri imperiali. 

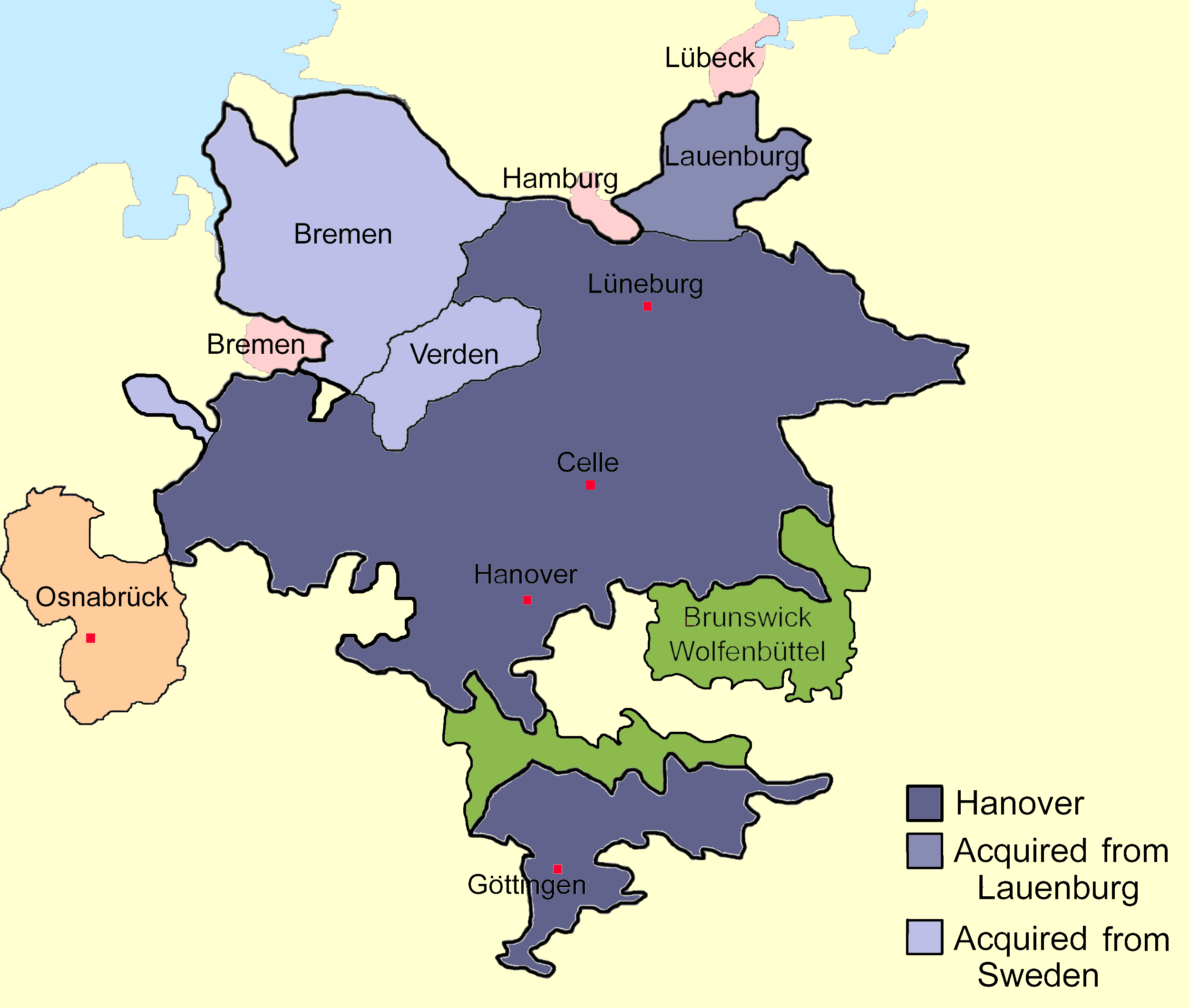
Mappa dell'Elettorato di Brunswick-Lunenburg (ovvero di Hannover), c.1720, ed i suoi territori adiacenti.

Nel 1728 l'Imperatore Carlo VI d'Asburgo infeudò ufficialmente Giorgio II d'Inghilterra (che nel 1727 era succeduto al padre Giorgio I), anche con il feudo di Sassonia-Lauenburg e solo nel 1733 ottenne ufficialmente riconosciuta l'infeudazione del proprio dominio sul Ducato di Brema e sul Principato di Verden.
Giorgio II mostrò sempre grande rispetto per le leggi delle città in suo possesso, dal momento che egli era comunque da considerarsi innanzitutto uno dei principi elettori del Sacro Romano Impero e come tale doveva fedeltà anche all'Imperatore. Stade rimase la capitale dello stato.
Brema-Verden rappresentò un punto focale per gli scontri della metà del Settecento sostenuti dall'Inghilterra contro la Francia: se da un canto le forze dei due stati erano impegnate nel Nord America, la tensione rimaneva forte anche sul continente, in particolare perché gli inglesi temevano un'invasione dell'Hannover da parte dei francesi che infatti giunsero ad occupare per breve tempo il Brema-Verden, ma vennero ricacciati entro i loro confini per intervento delle armate hannoveriane di concerto con quelle prussiane e dell'Assia-Kassel.
Brema-Verden rimase un luogo pacifico sino allo scoppio della Rivoluzione francese. La prima coalizione antifrancese (1793-1797) non ebbe effetti su questo territorio, ma anche qui vennero reclutati 16.000 uomini per essere inviati a combattere nei Paesi Bassi sotto il comando dell'Inghilterra contro l'invasione francese di quelle terre. Il Ducato si dichiarò neutrale nel 1796, rimanendo in questo status sino al 1799.
Nell'aprile del 1801 l'ostilità della Prussia andò crescendo dopo che questa aveva invaso l'Hannover, istigata dalla Francia, e le sue truppe occuparono presto il ducato. In un primo momento il Re inglese sembrò non preoccuparsi particolarmente della faccenda, ma quando la Prussia aderì spontaneamente alla coalizione a favore della Francia ove si trovavano potenze di rilievo come Danimarca o Russia, l'Inghilterra iniziò ad assaltare alcuni vascelli prussiani nei mari del nord. Dopo la battaglia di Copenaghen, la coalizione antinapoleonica costrinse la Prussia a ritirare le proprie truppe.

### I Ducati di Brema e Verden nelle guerre napoleoniche (1803-1813)
Dopo che l'Inghilterra, rimasta ormai senza alcun alleato, aveva dichiarato guerra alla Francia il 18 maggio 1803, le truppe francesi invasero l'Hannover, insaturando tra l'altro dei presidi a Brem-Verden e alla capitale, Stade. Secondo la Convenzione di Artlenburg (5 luglio 1803), veniva confermata la sconfitta militare dell'Hannover e si stabiliva la consegna delle armi hannoveriane alla Francia. Nell'estate del 1803 i francesi richiesero allo stato il primo contributo di querra pari a 21.165 talleri imperiali: in quest'epoca il Ducato di Brema aveva 180.000 abitanti ed un'area di 5.325,40 chilometri quadrati, mentre il Principato di Verden ammontava a 20.000 abitanti con una superficie di 1.359,70 chilometri quadrati, mentre l'area di Hadeln comprendeva 311,60 chilometri quadrati.
Nell'autunno del 1805, con la terza coalizione antifrancese, la Francia lasciò l'Hannover per l'Austria. Inglesi, svedesi e russi occuparono quindi l'Hannover, incluso lo stato di Brema-Verden, il quale venne occupato nuovamente dai francesi l'anno successivo.
Nel 1807 Brema-Verden venne incorporato nell'effimero Regno di Vestfalia, per poi essere annesso direttamente alla Francia nel 1810, andando a formare il dipartimento di Bouches-de-l'Elbe.

### Dalla restituzione alla fine dell'entità statale, sino all'incorporazione nell'Hannover nel 1823
Nel 1813 i ducati di Brema e Verden vennero riposti sotto il controllo dell'Elettorato di Hannover, che venne trasformato in Regno l'anno successivo. Con la fine del Sacro Romano Impero nel 1806, inoltre, i ducati vennero resi indipendenti dall'Impero stesso e poterono essere incorporati a tutti gli effetti nello stato di Hannover. Dal momento poi che i monarchi hannoveriani avevano spostato la loro sede a Londra (avendo ottenuto il Regno d'Inghilterra all'inizio del XVIII secolo), lo stato si presentava sempre molto conservatore e guidato da un'élite di aristocratici. L'unione vera e propria con l'Hannover venne siglata nel 1823, unendo lo stato di Brema-Verden e quello di Hadeln.

## Duchi di Brema e Principi di Verden (1648-1823)
Casa di Vasa:
- 1648-1654 Cristina (*1626-1689*)

Casa del Palatinato-Zweibrücken:
- 1654-1660 Carlo I (*1622-1660*)
- 1660-1697 Carlo II (*1655-1697*)
- 1697-1718 Carlo III (*1682-1718*)
- 1718-1719 Ulrica Eleonora (*1688-1741*)

Casa di Hannover:
- 1719-1727 Giorgio I (*1660-1727*)
- 1727-1760 Giorgio II (*1683-1760*)
- 1760-1820 Giorgio III (*1738-1820*)
- 1820-1823 Giorgio IV (*1762-1830*)

## Governatori dello stato di Brema-Verden (1648-1823)

### Governatori Generali sotto il dominio svedese (1648-1712)
- 1648-1663 Hans Christoff Königsmarck (*1600-1663*)
- 1663-1666 Gustaf Evertsson Horn (*1614-1666*)
- 1666-1693 Henrik Horn (*1618-1693*)
- 1693-1693 Erik Dahlbergh (*1625-1703*)
- 1693-1698 Jürgen Mellin (*1633-1713*)
- 1698-1710 Nils Carlsson Gyllenstierna af Fogelvik (*1648-1720*)
- 1710-1712 Mauritz von Vellingk (*1651-1727*)

### Presidenti del Governo sotto il regno hannoveriano (1712-1807, 1810-1823)
- 1712-1716 Cord Plato von Schloen (*1661-1723*)
- 1716-1730 Johann Friedrich von Staffhorst (*1653-1730*)
- 1730-1759 Philipp Adolf von Münchhausen
- 1759-1782 Bodo Friedrich von Bodenhausen (*1719-1782*)
- 1782-1798 Gotthelf Dietrich von Ende (*1726-1798*)
- 1798-1807 Christian Ludwig von Hake (*1745-1818*)
- 1810-1823 Engelbert Johann Marschalck (*1766-1845*).

### Presidenti del governo sotto il dominio del Regno di Vestfalia (1807-1810)
- 1807-1810 Christian Ludwig von Hake (*1745-1818*)
- 1810 Johann Julius Conrad von Schlütter (*1749-1827*)